# هضبة كيرينال

خريطة تخطيطية من روما تعرض هضبات روما السبع والجدار السرفياني

هضبة كيرينال هي واحدة من التلال السبعة في روما، في الشمال الشرقي من وسط المدينة. هو موقع المقر الرسمي لرئيس الدولة الإيطالي، الذي يقيم في قصر كيرينالي، والذي يمتد على مساحة 1.2 مليون قدم مربع.

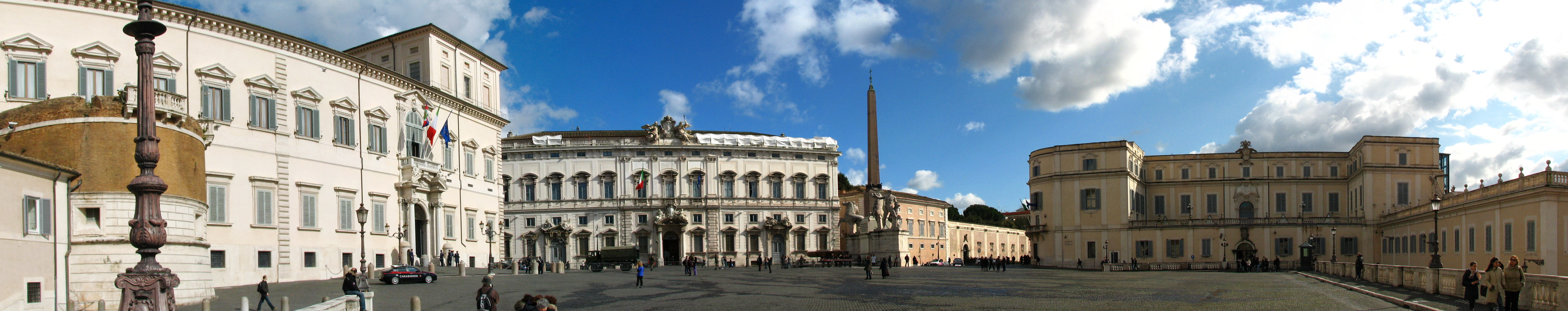
Piazza del Quirinale panorama